# Llibres Turmeda
Llibres Turmeda és una editorial de Palma creada el 1972 per diferents artistes i persones vinculades al món cultural de l'illa, com Josep Albertí Morey, Miquel Barceló, Aina Muntaner, Antoni Serra i Bauçà i Guillem Frontera. L'editorial es va crear com a resultat d'una crítica envers un cert conservadorisme d'una altra editorial, l'Editorial Moll. És la responsable de les diferents col·leccions Turmeda de narrativa, poesia o assaig. També de la col·lecció Gavilans, exclusivament de narrativa. Pel que fa a la poesia, publiquen la col·lecció Tomir.